# Indian-Airlines-Flug 257
Der Indian-Airlines-Flug 257 (Flugnummer IC257) war ein Inlandsflug der Fluggesellschaft Indian Airlines vom Flughafen Kalkutta zum Imphal Municipal Airport. Am 16. August 1991 wurde auf diesem Flug eine Boeing 737-2A8 mit dem Luftfahrzeugkennzeichen VT-EFL bei schlechter Sicht gegen einen Berg geflogen. Alle 69 Menschen an Bord kamen ums Leben.

## Flugzeug
Bei dem verunglückten Flugzeug handelte es sich um eine Boeing 737-2A8 Advanced, die zum Zeitpunkt des Unfalls 13 Jahre und 9 Monate alt war. Die Maschine wurde im Werk von Boeing in Renton (Washington) montiert und absolvierte am 17. November 1977 ihren Jungfernflug, ehe sie im gleichen Monat neu an Indian Airlines ausgeliefert wurde. Das Flugzeug trug die Werksnummer 21497, es handelte sich um die 504. Boeing 737 aus laufender Produktion. Die Maschine wurde mit dem Luftfahrzeugkennzeichen VT-EFL zugelassen. Das zweistrahlige Schmalrumpfflugzeug war mit zwei Triebwerken des Typs Pratt & Whitney JT8D-17A ausgestattet. Zum Zeitpunkt des Unfalls hatte die Maschine 29.729 Betriebsstunden bei 33.574 Starts und Landungen absolviert.
Am 12. Januar 1978 war dieselbe Maschine auf dem Indian-Airlines-Flug 117 in einen tödlichen Zwischenfall verwickelt gewesen, als bei der Landung auf dem Flughafen Hyderabad ein Mensch erfasst und getötet wurde.

## Unfallhergang
Der Flug war auf dem Flughafen Kalkutta um 11:54 Uhr gestartet und verlief zunächst ohne besondere Vorkommnisse. Die Flugdauer sollte 60 Minuten betragen. Um 12:34 Uhr begann der Sinkflug auf Imphal. Die Sichtweite betrug zu diesem Zeitpunkt 7 Kilometer. Die Besatzung erhielt die Freigabe, aus einer Höhe von 29.000 Fuß (ca. 8840 Meter) auf 10.000 Fuß (ca. 3050 Meter) zu sinken. Die Flugsicherung verlor um 12:45 Uhr den Funkkontakt mit der Maschine, zu diesem Zeitpunkt betrug ihre Flughöhe laut ILS-Radar 4900 Fuß (ca. 1500 Meter). Es stellte sich heraus, dass der Pilot die Maschine 37 Kilometer südwestlich von Imphal in die Thangjing hills geflogen hatte. Alle 69 Insassen kamen bei dem Unfall ums Leben.

## Unfallursache
Als Ursache des Unfalls stellten die Ermittler einen Fehler des verantwortlichen Piloten fest, der sich im Anflug nicht nach dem Flugplan und der Karte für den ILS-Anflug richtete. Dadurch war ihm nicht bewusst geworden, dass der durch ihn verfrüht eingeleitete Sinkflug auf 10.000 Fuß und das nicht angekündigte Fliegen einer Rechtskurve zu einer Verschiebung der Bezugszeiten führen würde, wodurch er in ein hügeliges Gebiet fehlgeleitet werden würde.

## Bergung
Die Suche nach dem Wrack und möglichen Überlebenden wurde durch die Wetterbedingungen und das matschige und hügelige Terrain erschwert. Letztlich konnten alle 69 Insassen nur noch tot geborgen werden.

## Folgen
Indian Airlines zahlte den Familien jedes erwachsenen Absturzopfers ₹500,000 Indische Rupien und ₹250,000 für das Kind, das an Bord gewesen war.